# Непомерная привилегия
«Непомерная привилегия» (англ. exorbitant privilege) — исключительные экономические преимущества, которые получает страна-эмитент резервной валюты в глобальной экономике.

## Происхождение

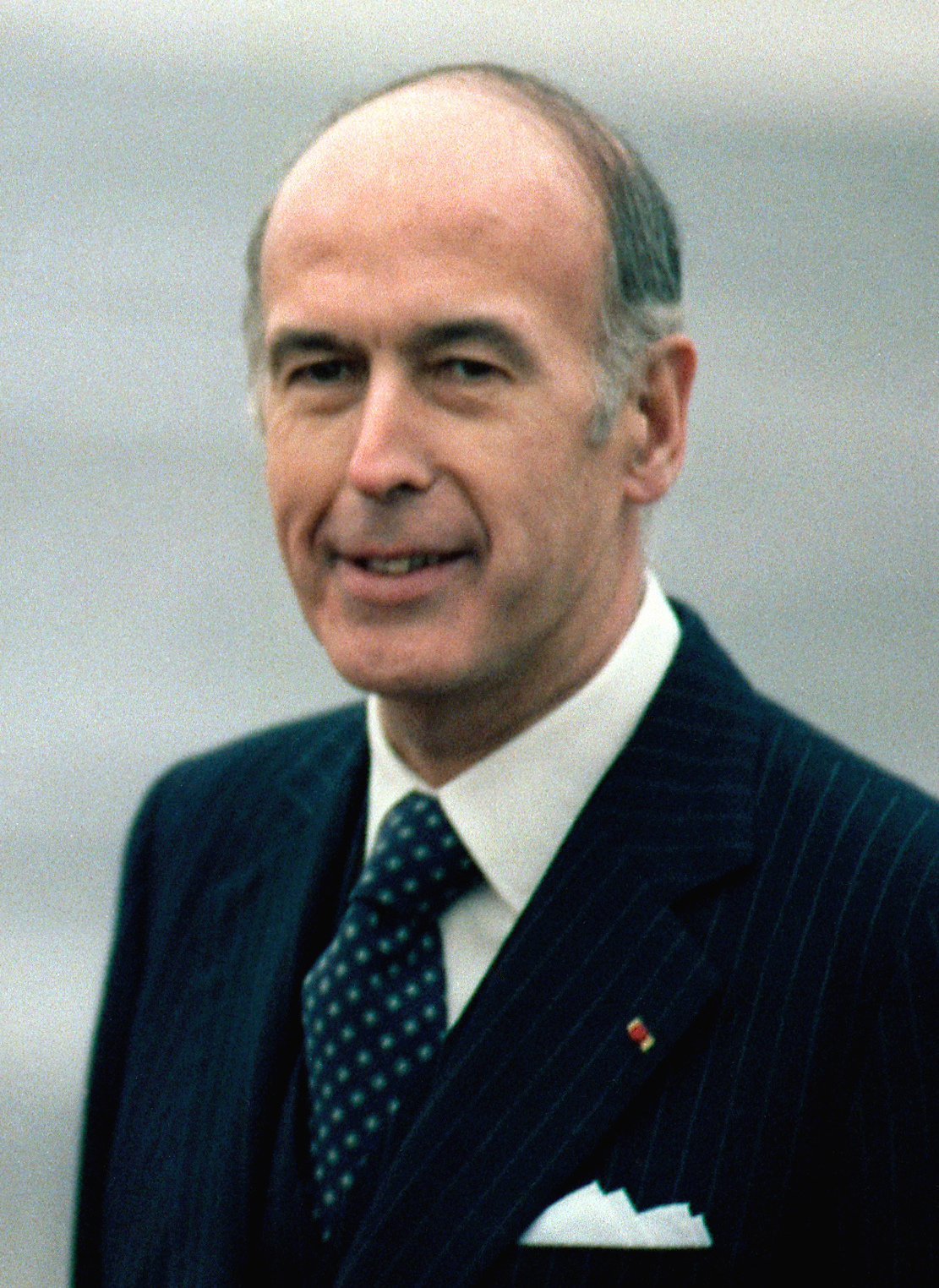
Валери Жискар д’Эстен, автор выражения «непомерная привилегия»

После окончания Второй мировой войны доллар США стал своего рода «лингва франка» в глобальной экономике. Выражение «непомерная привилегия» приписывают Валери Жискар д’Эстену, который в 1960-е годы занимал пост министра финансов Франции. Этим выражением он характеризовал преимущества доллара США в качестве резервной валюты.
Профессор Барри Эйхенгрин из Калифорнийского университета в 2011 году выпустил книгу «Exorbitant Privilege: The Rise and Fall of the Dollar», в которой подробно описывает феномен «непомерной привилегии». В ней он рассматривает людей, политику и факторы, которые привели к замещению фунта стерлингов долларом США в качестве основной резервной валюты. После обзора финансовой истории последнего столетия он дает оценку будущего доллара и возможности возникновения «многополярной» системы. Издание переведено на русский язык Издательством Института Гайдара в 2013 году.

## Прямые экономические выгоды
- Эмитент резервной валюты не может столкнуться с кризисом платежного баланса. Возможный дефицит текущего счета платежного баланса будет покрываться эмиссией национальной валюты. Аналогичное покрытие дефицита текущего счета не могут производить страны остального мира[1].
- Эмитент резервной валюты может выпускать деньги в неограниченном объеме и они будут поглощаться международной торговлей и иностранными инвесторами, а также правительствами и центральными банками других стран.
- Эмитент резервной валюты может заимствовать на финансовых рынках дешевле остальных стран. Объясняется это тем, что иностранные инвесторы вкладывают в резервные активы как в наиболее надежные, что приводит к их низкой доходности[2].
- Эмитент резервной валюты получает больше дохода по своим внешним активам благодаря долгосрочным кредитам и займам, а также прямым инвестициям. Со временем эмитент резервной валюты постепенно повышает степень риска по своим иностранным инвестициям. Аналогично коммерческому банку, он может извлекать посредническую маржу из разницы процентных ставок между внутренними обязательствами и внешними активами[3].

## Глобальные эффекты
«Непомерная привилегия» порождает асимметричное положение стран в международной валютной системе. Эмитент резервной валюты обладает уникальной возможностью. Он может задерживать и уклоняться от мер по восстановлению внешнего макроэкономического равновесия (то есть не ликвидировать в долгосрочном периоде дефицит платежного баланса).
Хронический дефицит платежного баланса эмитента резервной валюты и его колебания порождает циклический дефицит глобального совокупного спроса в мировой экономике. Эмитент резервной валюты определяет глобальный цикл экономической активности. Бремя восстановления внешнего макроэкономического баланса неравномерно распределяется между странами.
Макроэкономические шоки передаются от эмитента резервной валюты к развивающимся экономикам, что приводит у них в среднем к более жесткой денежно-кредитной политике, чем в отсутствие «непомерной привилегии». Страны с дефицитом текущего счета также вынуждены придерживаться жесткой налогово-бюджетной политики и сокращать внутренние расходы. Бремя восстановления внешнего макроэкономического баланса в большей степени лежит на странах с дефицитом, нежели профицитом текущего счета, особенно если их экономики являются относительно небольшими.

## Устойчивость «непомерной привилегии»
Преимущества эмитента резервной валюты сохраняется до тех пор, пока резервная валюта внушает доверие и сохраняет свой статус. Проблема доверия к резервной валюте отражает «дилемму Триффина», сформулированную бельгийским экономистом Робертом Триффином еще в 1960-х годах.
Если национальная валюта используется в качестве резервного актива, глобальная экономика становится заложником платежного баланса эмитента. Если у эмитента наблюдается профицит текущего счета, то в глобальной экономике возникает дефицит резервных активов. В обратной ситуации дефицит текущего счета приводит к избыточному предложению резервной валюты, давлению на валютный курс и ожиданиям ее обесценения, что подрывает ее статус надежного актива. «Дилемма Триффина» на циклической основе ставит под угрозу развитие глобальной торговли (в случае дефицита резервной валюты) или вызывает нежелательное движения капитала (профицит резервной валюты).

## Международная реформа как решение проблемы «непомерной привилегии»
В международном сообществе регулярно обсуждается возможность реформы глобальной валютной системы. Задачи, которые перед ней стоят, включают распределение бремени восстановления макроэкономического равновесия между странами, поддержание оптимальной скорости макроэкономической адаптации, выбор стабилизационного якоря для валютной системы и повышение эффективности инструментов поддержания валютной ликвидности.
В частности, предлагается проводить координацию денежно-кредитной политики между эмитентами резервных валют, прежде всего, в форме полной или частичной фиксации двухсторонних валютных курсов. Руководство ведущих стран не только отвергает идеи о фиксированных курсах, но и высказываются против координации денежно-кредитной политики. Объясняется это тем, что ограничение волатильности курсов приведет к разделу преимуществ, которые несет статус эмитента резервной валюты, между другими странами.
Альтернативное предложение включает учреждение общемирового кредитора последней инстанции. Он может в критической ситуации предоставить краткосрочную валютную ликвидность вместо эмитента резервной валюты. Однако идея имеет существенный недостаток из-за риска безответственного поведения. Любая страна, зная о возможности получения кредита, может проводить рискованную экономическую политику с большим государственным долгом, бюджетным дефицитом и т. д. Пакеты помощи МВФ часто критикуются из-за проблемы недобросовестного поведения получателей помощи.
Международная реформа имеет низкие шансы на успех по объективным причинам. Отсутствуют какие-либо мотивы, чтобы эмитенты резервных валют добровольно отказались от «непомерной привилегии». Решения предполагают отказ от независимой денежно-кредитной политики эмитентов резервных валют, что не подходит для стран с большой открытой экономикой.